# Сенець (футбольний клуб)
Футбольний клуб «Сенець»  (словац. FC Senec, a. s.) — колишній словацький футбольний клуб з однойменного міста, що існував у 1990—2008 роках. Домашні матчі приймав на однойменному спортивному комплексі, місткістю 3 264 глядачі.

## Досягнення
- Кубок Словаччини
  - Володар: 2002
  - Фіналіст: 2007
- Суперкубок Словаччини
  - Володар: 2002.

## Назви
- 1990 —1992: Спортивний клуб «Сенець»;
- 1992—1995: Футбольний клуб «Коба» Сенець;
- 1995—2002: Футбольний клуб ВТЙ «Коба» Сенець;
- 2002—2004: Футбольний клуб «Коба» Сенець;
- 2004—2008: Футбольний клуб «Сенець».